# Prodotti agroalimentari tradizionali molisani
I Prodotti Agroalimentari Tradizionali molisani  riconosciuti dal Ministero delle politiche agricole alimentari e forestali, su proposta della Regione Molise sono i seguenti, aggiornati al 16 giugno 2008, data dell'ultima revisione dei P.A.T.:
| N.  | Definizione (dati ufficiali del Ministero delle politiche agricole alimentari e forestali) | Cat.   | Settore                                                                                        | Regione  |
| --- | ------------------------------------------------------------------------------------------ | ------ | ---------------------------------------------------------------------------------------------- | -------- |
| 1   | Amaro molisano                                                                             | P.A.T. | Bevande analcoliche, distillati liquori                                                        | [Molise] |
| 2   | Liquore al latte                                                                           | P.A.T. | Bevande analcoliche, distillati liquori                                                        | [Molise] |
| 3   | Nocino                                                                                     | P.A.T. | Bevande analcoliche, distillati liquori                                                        | [Molise] |
| 4   | Poncio al caffè                                                                            | P.A.T. | Bevande analcoliche, distillati liquori                                                        | [Molise] |
| 5   | Poncio                                                                                     | P.A.T. | Bevande analcoliche, distillati liquori                                                        | [Molise] |
| 6   | Capocollo                                                                                  | P.A.T. | Carni e frattaglie fresche e loro preparazione                                                 | [Molise] |
| 7   | Ciccioli (cigoli)                                                                          | P.A.T. | Carni e frattaglie fresche e loro preparazione                                                 | [Molise] |
| 8   | Coppa (capofreddo)                                                                         | P.A.T. | Carni e frattaglie fresche e loro preparazione                                                 | [Molise] |
| 9   | Cotechino                                                                                  | P.A.T. | Carni e frattaglie fresche e loro preparazione                                                 | [Molise] |
| 10  | Filetto                                                                                    | P.A.T. | Carni e frattaglie fresche e loro preparazione                                                 | [Molise] |
| 11  | Gelatina                                                                                   | P.A.T. | Carni e frattaglie fresche e loro preparazione                                                 | [Molise] |
| 12  | Guanciale (vrucculare, vrucculeare)                                                        | P.A.T. | Carni e frattaglie fresche e loro preparazione                                                 | [Molise] |
| 13  | Involtini di agnello (abbuot' di agnello)                                                  | P.A.T. | Carni e frattaglie fresche e loro preparazione                                                 | [Molise] |
| 14  | La pezzata                                                                                 | P.A.T. | Carni e frattaglie fresche e loro preparazione                                                 | [Molise] |
| 15  | La signora                                                                                 | P.A.T. | Carni e frattaglie fresche e loro preparazione                                                 | [Molise] |
| 16  | Lardo                                                                                      | P.A.T. | Carni e frattaglie fresche e loro preparazione                                                 | [Molise] |
| 17  | Magliatelle                                                                                | P.A.T. | Carni e frattaglie fresche e loro preparazione                                                 | [Molise] |
| 18  | Mappatelle                                                                                 | P.A.T. | Carni e frattaglie fresche e loro preparazione                                                 | [Molise] |
| 19  | Misischia (muscisca)                                                                       | P.A.T. | Carni e frattaglie fresche e loro preparazione                                                 | [Molise] |
| 20  | Misischia di Guardialfiera                                                                 | P.A.T. | Carni e frattaglie fresche e loro preparazione                                                 | [Molise] |
| 21  | Nodi di trippa                                                                             | P.A.T. | Carni e frattaglie fresche e loro preparazione                                                 | [Molise] |
| 22  | Noglie                                                                                     | P.A.T. | Carni e frattaglie fresche e loro preparazione                                                 | [Molise] |
| 23  | Ntriglio                                                                                   | P.A.T. | Carni e frattaglie fresche e loro preparazione                                                 | [Molise] |
| 24  | Pallotte                                                                                   | P.A.T. | Carni e frattaglie fresche e loro preparazione                                                 | [Molise] |
| 25  | Pampanella                                                                                 | P.A.T. | Carni e frattaglie fresche e loro preparazione                                                 | [Molise] |
| 26  | Prosciutto                                                                                 | P.A.T. | Carni e frattaglie fresche e loro preparazione                                                 | [Molise] |
| 27  | Prosciutto di spalla                                                                       | P.A.T. | Carni e frattaglie fresche e loro preparazione                                                 | [Molise] |
| 28  | Salsiccia di fegato di maiale                                                              | P.A.T. | Carni e frattaglie fresche e loro preparazione                                                 | [Molise] |
| 29  | Salsiccia di maiale                                                                        | P.A.T. | Carni e frattaglie fresche e loro preparazione                                                 | [Molise] |
| 30  | Salsiccia di maiale di Pietracatella                                                       | P.A.T. | Carni e frattaglie fresche e loro preparazione                                                 | [Molise] |
| 31  | Soppressata del Molise                                                                     | P.A.T. | Carni e frattaglie fresche e loro preparazione                                                 | [Molise] |
| 32  | Testine di agnello o capretto                                                              | P.A.T. | Carni e frattaglie fresche e loro preparazione                                                 | [Molise] |
| 33  | Tocco (neccia secca)                                                                       | P.A.T. | Carni e frattaglie fresche e loro preparazione                                                 | [Molise] |
| 34  | Torcinelli (Turciniell)                                                                    | P.A.T. | Carni e frattaglie fresche e loro preparazione                                                 | [Molise] |
| 35  | Ventresca arrotolata                                                                       | P.A.T. | Carni e frattaglie fresche e loro preparazione                                                 | [Molise] |
| 36  | Ventresca tesa                                                                             | P.A.T. | Carni e frattaglie fresche e loro preparazione                                                 | [Molise] |
| 37  | Ventricina di Montenero di Bisaccia                                                        | P.A.T. | Carni e frattaglie fresche e loro preparazione                                                 | [Molise] |
| 38  | Burrino (manteca)                                                                          | P.A.T. | Formaggi                                                                                       | [Molise] |
| 39  | Caciocavallo                                                                               | P.A.T. | Formaggi                                                                                       | [Molise] |
| 40  | Caciocavallo di Agnone                                                                     | P.A.T. | Formaggi                                                                                       | [Molise] |
| 41  | Cacio-ricotta                                                                              | P.A.T. | Formaggi                                                                                       | [Molise] |
| 42  | Caprino                                                                                    | P.A.T. | Formaggi                                                                                       | [Molise] |
| 43  | Formaggio di Pietracatella                                                                 | P.A.T. | Formaggi                                                                                       | [Molise] |
| 44  | Mozzarella di vacca                                                                        | P.A.T. | Formaggi                                                                                       | [Molise] |
| 45  | Pecorino del Matese                                                                        | P.A.T. | Formaggi                                                                                       | [Molise] |
| 46  | Pecorino di Capracotta                                                                     | P.A.T. | Formaggi                                                                                       | [Molise] |
| 47  | Scamorza molisana                                                                          | P.A.T. | Formaggi                                                                                       | [Molise] |
| 48  | Stracciata                                                                                 | P.A.T. | Formaggi                                                                                       | [Molise] |
| 49  | Treccia di Santa Croce di Magliano                                                         | P.A.T. | Formaggi                                                                                       | [Molise] |
| 50  | Castagne                                                                                   | P.A.T. | Prodotti vegetali allo stato naturale o trasformati                                            | [Molise] |
| 51  | Centofoglie (scarola venafrana)                                                            | P.A.T. | Prodotti vegetali allo stato naturale o trasformati                                            | [Molise] |
| 52  | Cicerchia                                                                                  | P.A.T. | Prodotti vegetali allo stato naturale o trasformati                                            | [Molise] |
| 53  | Cipolla di Isernia                                                                         | P.A.T. | Prodotti vegetali allo stato naturale o trasformati                                            | [Molise] |
| 54  | Cipollotto                                                                                 | P.A.T. | Prodotti vegetali allo stato naturale o trasformati                                            | [Molise] |
| 55  | Composta (a cumposta)                                                                      | P.A.T. | Prodotti vegetali allo stato naturale o trasformati                                            | [Molise] |
| 56  | Fagioli di Riccia                                                                          | P.A.T. | Prodotti vegetali allo stato naturale o trasformati                                            | [Molise] |
| 57  | Fagiolo bianco                                                                             | P.A.T. | Prodotti vegetali allo stato naturale o trasformati                                            | [Molise] |
| 58  | Fagiolo scuro                                                                              | P.A.T. | Prodotti vegetali allo stato naturale o trasformati                                            | [Molise] |
| 59  | Farro dicocco Molise                                                                       | P.A.T. | Prodotti vegetali allo stato naturale o trasformati                                            | [Molise] |
| 60  | Fichi secchi                                                                               | P.A.T. | Prodotti vegetali allo stato naturale o trasformati                                            | [Molise] |
| 61  | Fungo d'abete                                                                              | P.A.T. | Prodotti vegetali allo stato naturale o trasformati                                            | [Molise] |
| 62  | Gallinaccio                                                                                | P.A.T. | Prodotti vegetali allo stato naturale o trasformati                                            | [Molise] |
| 63  | Lenticchia                                                                                 | P.A.T. | Prodotti vegetali allo stato naturale o trasformati                                            | [Molise] |
| 64  | Lessata                                                                                    | P.A.T. | Prodotti vegetali allo stato naturale o trasformati                                            | [Molise] |
| 65  | Mais lesso                                                                                 | P.A.T. | Prodotti vegetali allo stato naturale o trasformati                                            | [Molise] |
| 66  | Mela limoncella                                                                            | P.A.T. | Prodotti vegetali allo stato naturale o trasformati                                            | [Molise] |
| 67  | Mela zitella                                                                               | P.A.T. | Prodotti vegetali allo stato naturale o trasformati                                            | [Molise] |
| 68  | Olive al naturale (live curvate, olie all'acqua e sale)                                    | P.A.T. | Prodotti vegetali allo stato naturale o trasformati                                            | [Molise] |
| 69  | Origano                                                                                    | P.A.T. | Prodotti vegetali allo stato naturale o trasformati                                            | [Molise] |
| 70  | Patata lunga di San Biase                                                                  | P.A.T. | Prodotti vegetali allo stato naturale o trasformati                                            | [Molise] |
| 71  | Peperone rosso                                                                             | P.A.T. | Prodotti vegetali allo stato naturale o trasformati                                            | [Molise] |
| 72  | Peperoni sottaceto (paparolesse)                                                           | P.A.T. | Prodotti vegetali allo stato naturale o trasformati                                            | [Molise] |
| 73  | Pere sottaceto                                                                             | P.A.T. | Prodotti vegetali allo stato naturale o trasformati                                            | [Molise] |
| 74  | Pezzénde                                                                                   | P.A.T. | Prodotti vegetali allo stato naturale o trasformati                                            | [Molise] |
| 75  | Pomodori gialli invernali                                                                  | P.A.T. | Prodotti vegetali allo stato naturale o trasformati                                            | [Molise] |
| 76  | Porcino                                                                                    | P.A.T. | Prodotti vegetali allo stato naturale o trasformati                                            | [Molise] |
| 77  | Prataiolo                                                                                  | P.A.T. | Prodotti vegetali allo stato naturale o trasformati                                            | [Molise] |
| 78  | Scorzone                                                                                   | P.A.T. | Prodotti vegetali allo stato naturale o trasformati                                            | [Molise] |
| 79  | Tartufo bianco                                                                             | P.A.T. | Prodotti vegetali allo stato naturale o trasformati                                            | [Molise] |
| 80  | Abbottapezzent (nome anche di una tipologia di fichi)                                      | P.A.T. | Paste fresche e prodotti della panetteria, biscotteria, pasticceria e confetteria              | [Molise] |
| 81  | Agrodolce                                                                                  | P.A.T. | Paste fresche e prodotti della panetteria, biscotteria, pasticceria e confetteria              | [Molise] |
| 82  | Amaretti                                                                                   | P.A.T. | Paste fresche e prodotti della panetteria, biscotteria, pasticceria e confetteria              | [Molise] |
| 83  | Biscotti con le uova                                                                       | P.A.T. | Paste fresche e prodotti della panetteria, biscotteria, pasticceria e confetteria              | [Molise] |
| 84  | Biscotti con seme di anice                                                                 | P.A.T. | Paste fresche e prodotti della panetteria, biscotteria, pasticceria e confetteria              | [Molise] |
| 85  | Caciatelli (casciatelli)                                                                   | P.A.T. | Paste fresche e prodotti della panetteria, biscotteria, pasticceria e confetteria              | [Molise] |
| 86  | Calzoni                                                                                    | P.A.T. | Paste fresche e prodotti della panetteria, biscotteria, pasticceria e confetteria              | [Molise] |
| 87  | Campana                                                                                    | P.A.T. | Paste fresche e prodotti della panetteria, biscotteria, pasticceria e confetteria              | [Molise] |
| 88  | Caragnoli                                                                                  | P.A.T. | Paste fresche e prodotti della panetteria, biscotteria, pasticceria e confetteria              | [Molise] |
| 89  | Cavatelli o cecatelli (cavatielli)                                                         | P.A.T. | Paste fresche e prodotti della panetteria, biscotteria, pasticceria e confetteria              | [Molise] |
| 90  | Cazzatelli (cazzarieglie)                                                                  | P.A.T. | Paste fresche e prodotti della panetteria, biscotteria, pasticceria e confetteria              | [Molise] |
| 91  | Ceppellate di Trivento                                                                     | P.A.T. | Paste fresche e prodotti della panetteria, biscotteria, pasticceria e confetteria              | [Molise] |
| 92  | Ciambella                                                                                  | P.A.T. | Paste fresche e prodotti della panetteria, biscotteria, pasticceria e confetteria              | [Molise] |
| 93  | Cicelieviti                                                                                | P.A.T. | Paste fresche e prodotti della panetteria, biscotteria, pasticceria e confetteria              | [Molise] |
| 94  | Cicerchiata                                                                                | P.A.T. | Paste fresche e prodotti della panetteria, biscotteria, pasticceria e confetteria              | [Molise] |
| 95  | Cioffe                                                                                     | P.A.T. | Paste fresche e prodotti della panetteria, biscotteria, pasticceria e confetteria              | [Molise] |
| 96  | Cocorozzo                                                                                  | P.A.T. | Paste fresche e prodotti della panetteria, biscotteria, pasticceria e confetteria              | [Molise] |
| 97  | Confetti ricci                                                                             | P.A.T. | Paste fresche e prodotti della panetteria, biscotteria, pasticceria e confetteria              | [Molise] |
| 98  | Cuori frolli                                                                               | P.A.T. | Paste fresche e prodotti della panetteria, biscotteria, pasticceria e confetteria              | [Molise] |
| 99  | Ferratelle                                                                                 | P.A.T. | Paste fresche e prodotti della panetteria, biscotteria, pasticceria e confetteria              | [Molise] |
| 100 | Fiadone (r fiadun')                                                                        | P.A.T. | Paste fresche e prodotti della panetteria, biscotteria, pasticceria e confetteria              | [Molise] |
| 101 | Frascatielle                                                                               | P.A.T. | Paste fresche e prodotti della panetteria, biscotteria, pasticceria e confetteria              | [Molise] |
| 102 | Friselle                                                                                   | P.A.T. | Paste fresche e prodotti della panetteria, biscotteria, pasticceria e confetteria              | [Molise] |
| 103 | Fusilli                                                                                    | P.A.T. | Paste fresche e prodotti della panetteria, biscotteria, pasticceria e confetteria              | [Molise] |
| 104 | La pia                                                                                     | P.A.T. | Paste fresche e prodotti della panetteria, biscotteria, pasticceria e confetteria              | [Molise] |
| 105 | Le nocche                                                                                  | P.A.T. | Paste fresche e prodotti della panetteria, biscotteria, pasticceria e confetteria              | [Molise] |
| 106 | Loffe (castagna)                                                                           | P.A.T. | Paste fresche e prodotti della panetteria, biscotteria, pasticceria e confetteria              | [Molise] |
| 107 | Mollica di San Giuseppe                                                                    | P.A.T. | Paste fresche e prodotti della panetteria, biscotteria, pasticceria e confetteria              | [Molise] |
| 108 | Mostaccioli                                                                                | P.A.T. | Paste fresche e prodotti della panetteria, biscotteria, pasticceria e confetteria              | [Molise] |
| 109 | Orecchiette (recchietelle)                                                                 | P.A.T. | Paste fresche e prodotti della panetteria, biscotteria, pasticceria e confetteria              | [Molise] |
| 110 | Ostie                                                                                      | P.A.T. | Paste fresche e prodotti della panetteria, biscotteria, pasticceria e confetteria              | [Molise] |
| 111 | Pagnottini (pagnuttoine)                                                                   | P.A.T. | Paste fresche e prodotti della panetteria, biscotteria, pasticceria e confetteria              | [Molise] |
| 112 | Pan di Spagna                                                                              | P.A.T. | Paste fresche e prodotti della panetteria, biscotteria, pasticceria e confetteria              | [Molise] |
| 113 | Pan dolce                                                                                  | P.A.T. | Paste fresche e prodotti della panetteria, biscotteria, pasticceria e confetteria              | [Molise] |
| 114 | Pandolce del Molise                                                                        | P.A.T. | Paste fresche e prodotti della panetteria, biscotteria, pasticceria e confetteria              | [Molise] |
| 115 | Pane casareccio                                                                            | P.A.T. | Paste fresche e prodotti della panetteria, biscotteria, pasticceria e confetteria              | [Molise] |
| 116 | Pannocchio                                                                                 | P.A.T. | Paste fresche e prodotti della panetteria, biscotteria, pasticceria e confetteria              | [Molise] |
| 117 | Parrozzo molisano (pane rozzo)                                                             | P.A.T. | Paste fresche e prodotti della panetteria, biscotteria, pasticceria e confetteria              | [Molise] |
| 118 | Pasta imperiale                                                                            | P.A.T. | Paste fresche e prodotti della panetteria, biscotteria, pasticceria e confetteria              | [Molise] |
| 119 | Pasta reale                                                                                | P.A.T. | Paste fresche e prodotti della panetteria, biscotteria, pasticceria e confetteria              | [Molise] |
| 120 | Pepatelli                                                                                  | P.A.T. | Paste fresche e prodotti della panetteria, biscotteria, pasticceria e confetteria              | [Molise] |
| 121 | Pezzènde (pzzien't)                                                                        | P.A.T. | Paste fresche e prodotti della panetteria, biscotteria, pasticceria e confetteria              | [Molise] |
| 122 | Pigna (buccellato, piccillato)                                                             | P.A.T. | Paste fresche e prodotti della panetteria, biscotteria, pasticceria e confetteria              | [Molise] |
| 123 | Pizza al pomodoro                                                                          | P.A.T. | Paste fresche e prodotti della panetteria, biscotteria, pasticceria e confetteria              | [Molise] |
| 124 | Pizza (biscotto) coi cicoli (ciccioli) di maiale                                           | P.A.T. | Paste fresche e prodotti della panetteria, biscotteria, pasticceria e confetteria              | [Molise] |
| 125 | Pizza di granone (pizza d grandinie, panitte)                                              | P.A.T. | Paste fresche e prodotti della panetteria, biscotteria, pasticceria e confetteria              | [Molise] |
| 126 | Pizza scimia                                                                               | P.A.T. | Paste fresche e prodotti della panetteria, biscotteria, pasticceria e confetteria              | [Molise] |
| 127 | Quaresimali                                                                                | P.A.T. | Paste fresche e prodotti della panetteria, biscotteria, pasticceria e confetteria              | [Molise] |
| 128 | Rafaioli                                                                                   | P.A.T. | Paste fresche e prodotti della panetteria, biscotteria, pasticceria e confetteria              | [Molise] |
| 129 | Ravioli scapolesi                                                                          | P.A.T. | Paste fresche e prodotti della panetteria, biscotteria, pasticceria e confetteria              | [Molise] |
| 130 | Riso con il latte                                                                          | P.A.T. | Paste fresche e prodotti della panetteria, biscotteria, pasticceria e confetteria              | [Molise] |
| 131 | Roccoccò                                                                                   | P.A.T. | Paste fresche e prodotti della panetteria, biscotteria, pasticceria e confetteria              | [Molise] |
| 132 | Rosachitarre (rosacatarre)                                                                 | P.A.T. | Paste fresche e prodotti della panetteria, biscotteria, pasticceria e confetteria              | [Molise] |
| 133 | Sagnetelle                                                                                 | P.A.T. | Paste fresche e prodotti della panetteria, biscotteria, pasticceria e confetteria              | [Molise] |
| 134 | Sanguinaccio                                                                               | P.A.T. | Paste fresche e prodotti della panetteria, biscotteria, pasticceria e confetteria              | [Molise] |
| 135 | Savoiardi                                                                                  | P.A.T. | Paste fresche e prodotti della panetteria, biscotteria, pasticceria e confetteria              | [Molise] |
| 136 | Scarpelle (scr'ppell, scarpell, pizzell)                                                   | P.A.T. | Paste fresche e prodotti della panetteria, biscotteria, pasticceria e confetteria              | [Molise] |
| 137 | Scattone (tassa, ru scattone)                                                              | P.A.T. | Paste fresche e prodotti della panetteria, biscotteria, pasticceria e confetteria              | [Molise] |
| 138 | Scurpelle di Belmonte del Sannio                                                           | P.A.T. | Paste fresche e prodotti della panetteria, biscotteria, pasticceria e confetteria              | [Molise] |
| 139 | Soffio                                                                                     | P.A.T. | Paste fresche e prodotti della panetteria, biscotteria, pasticceria e confetteria              | [Molise] |
| 140 | Staielle                                                                                   | P.A.T. | Paste fresche e prodotti della panetteria, biscotteria, pasticceria e confetteria              | [Molise] |
| 141 | Struffoli                                                                                  | P.A.T. | Paste fresche e prodotti della panetteria, biscotteria, pasticceria e confetteria              | [Molise] |
| 142 | Tacconelle (taccozze, maltagliati)                                                         | P.A.T. | Paste fresche e prodotti della panetteria, biscotteria, pasticceria e confetteria              | [Molise] |
| 143 | Tagliolini                                                                                 | P.A.T. | Paste fresche e prodotti della panetteria, biscotteria, pasticceria e confetteria              | [Molise] |
| 144 | Taralli con seme di finocchio                                                              | P.A.T. | Paste fresche e prodotti della panetteria, biscotteria, pasticceria e confetteria              | [Molise] |
| 145 | Torrone del Papa                                                                           | P.A.T. | Paste fresche e prodotti della panetteria, biscotteria, pasticceria e confetteria              | [Molise] |
| 146 | Tozzetti                                                                                   | P.A.T. | Paste fresche e prodotti della panetteria, biscotteria, pasticceria e confetteria              | [Molise] |
| 147 | Uccelli (cielli, ciell'arechini, cillucc')                                                 | P.A.T. | Paste fresche e prodotti della panetteria, biscotteria, pasticceria e confetteria              | [Molise] |
| 148 | Zeppole                                                                                    | P.A.T. | Paste fresche e prodotti della panetteria, biscotteria, pasticceria e confetteria              | [Molise] |
| 149 | Miele                                                                                      | P.A.T. | Prodotti di origine animale (miele, prodotti lattiero caseari di vario tipo escluso il burro)  | [Molise] |
| 150 | Baccalà e cavolfiore arracanato                                                            | P.A.T. | preparazione di pesci, molluschi, crostacei e tecniche particolari di allevamento degli stessi | [Molise] |
| 151 | Cannolicchio                                                                               | P.A.T. | preparazione di pesci, molluschi, crostacei e tecniche particolari di allevamento degli stessi | [Molise] |
| 152 | Gattuccio (a cagnole)                                                                      | P.A.T. | preparazione di pesci, molluschi, crostacei e tecniche particolari di allevamento degli stessi | [Molise] |
| 153 | Polpo essiccato (pulepe sicche)                                                            | P.A.T. | preparazione di pesci, molluschi, crostacei e tecniche particolari di allevamento degli stessi | [Molise] |
| 154 | Razza quattr'occhi (u cchialine)                                                           | P.A.T. | preparazione di pesci, molluschi, crostacei e tecniche particolari di allevamento degli stessi | [Molise] |
| 155 | Scapece                                                                                    | P.A.T. | preparazione di pesci, molluschi, crostacei e tecniche particolari di allevamento degli stessi | [Molise] |
| 156 | Torpedine marezzata (a martiscene)                                                         | P.A.T. | preparazione di pesci, molluschi, crostacei e tecniche particolari di allevamento degli stessi | [Molise] |
| 157 | Trigliette essiccate (trejezzole secche)                                                   | P.A.T. | preparazione di pesci, molluschi, crostacei e tecniche particolari di allevamento degli stessi | [Molise] |
| 158 | Trota fario                                                                                | P.A.T. | preparazione di pesci, molluschi, crostacei e tecniche particolari di allevamento degli stessi | [Molise] |
| 159 | Vongola comune                                                                             | P.A.T. | preparazione di pesci, molluschi, crostacei e tecniche particolari di allevamento degli stessi | [Molise] |